# Noliphus
Noliphus is een geslacht van wantsen uit de familie van de Alydidae (Kromsprietwantsen). Het geslacht werd voor het eerst wetenschappelijk beschreven door Stål in 1859.

## Soorten
Het genus bevat de volgende soorten:

- Noliphus annulipes Walker, 1871
- Noliphus discopterus Stål, 1873
- Noliphus erythrocephalus Stål, 1859
- Noliphus erythromelas (Montrouzier, 1855)
- Noliphus insularis Stål, 1873
- Noliphus papuensis Stål, 1865
- Noliphus timoris Ahmad, 1965